# Haio
Haio ist ein männlicher Vorname.
Der Name ist die friesische Form von Hagen.

## Namensträger
- Wolf Haio Zimmermann (* 1941), deutscher Prähistoriker und Hochschullehrer